# Jean-Ignace Van Iseghem
Jean Ignace Antoine Van Iseghem (Oostende, 6 februari 1816 - Oostende, 17 februari 1882) was een Belgisch volksvertegenwoordiger en burgemeester.

## Levensloop
Van Iseghem was een zoon van de handelaar en schepen van Oostende en voorzitter van de handelsrechtbank Jean Joseph Van Iseghem, en van Jeanne Deconinck. Hij bleef vrijgezel.
Hij was reder, bankier en Oostends agent van de Nationale Bank van België. Hij was ook consul van Nederland en van Denemarken.
In 1848 werd hij verkozen tot liberaal volksvertegenwoordiger voor het arrondissement Oostende en vervulde dit mandaat tot aan zijn dood.
In 1856 werd hij gemeenteraadslid van Oostende en van 1861 tot aan zijn dood was hij er burgemeester.
Oostende noemde een van zijn voornaamste verkeersaders de Van Iseghemlaan.